# Сент-Панкрас (станція)

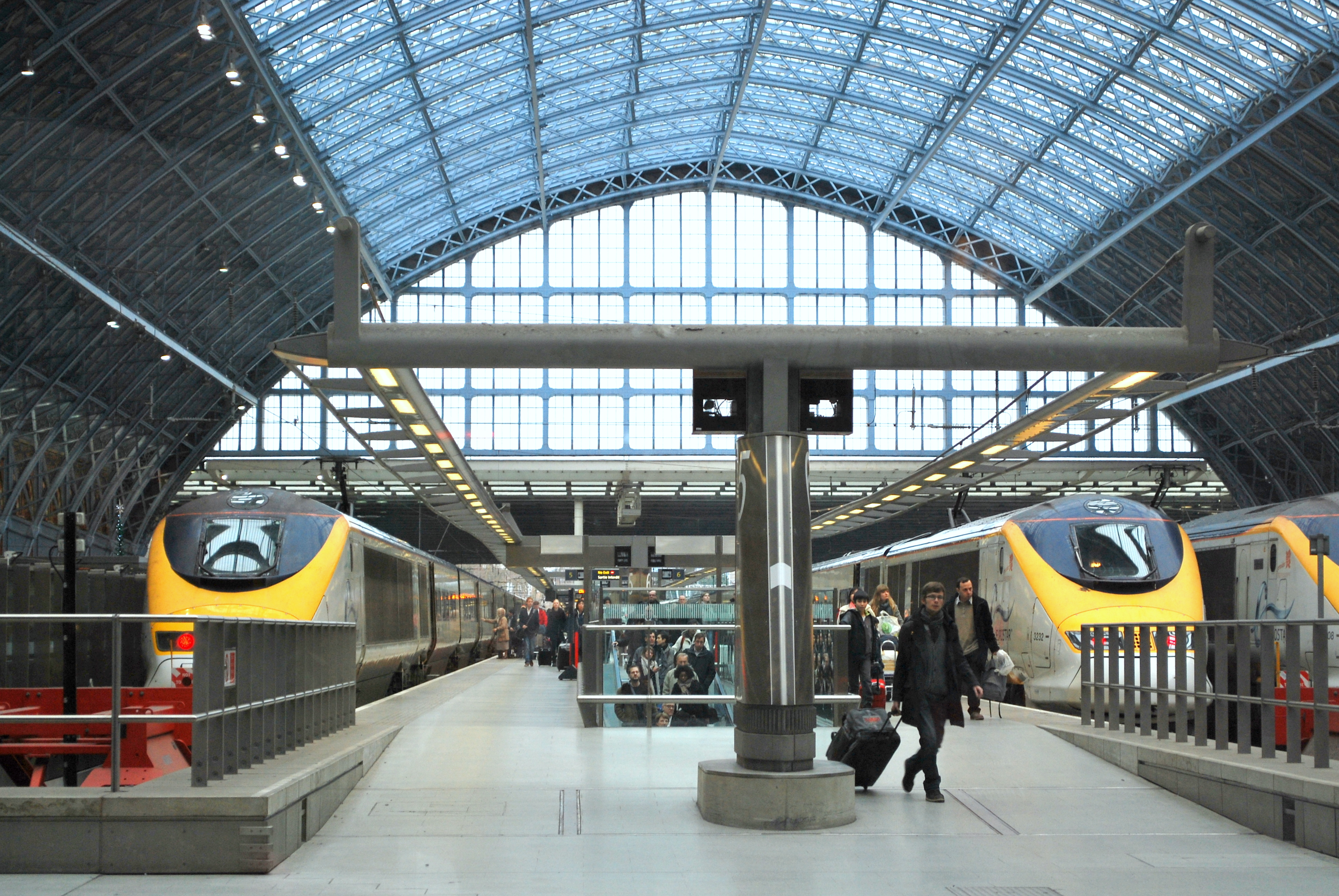
Швидкісні пасажирські потяги Eurostar на вокзалі Сент-Панкрас

51°31′48″ пн. ш. 0°07′31″ зх. д. / 51.53° пн. ш. 0.12527777777778° зх. д.
Сент-Панкрас (англ. St Pancras railway station) — тупикова станція Лондонського залізничного вузла у центрі Лондона, на північний схід від Британської бібліотеки і на захід від вокзалу станції Кінгс-кросс. Названий на честь прилеглої церкви св. Панкратія. 
Станція відноситься до 1-ї тарифної зони. В 2017 році пасажирообіг станції становив 34.622 млн осіб
Будівля вокзалу, зведена в 1865-1868, — один із найяскравіших прикладів англійської неоготичної архітектури вікторіанського періоду.
Розташовано в центрі міста, біля Ріджентс-каналу. Відкрито в 1868 році. Архітектурно складається з основного приміщення — дебаркадеру, укладеного у фасад неоготичної будівлі «Мідленд Гранд Готель» (на початок ХХІ ст. готель Renaissance Hotel). Зі станції відходять поїзди до інших міст Великої Британії і високошвидкісні поїзди Eurostar на Париж та Брюссель.

## Опис
Поруч, на схід від Сент-Панкрас розташовано вокзал станції Кінгс-кросс. Платформи розташовані на двох рівнях, платформи міжнародних поїздів розташовані на верхньому рівні. Всі покажчики на вокзалі двомовні: англійською та французькою мовами. Пересадка на станцію метро Кінгс-кросс-Сент-Панкрас, автобусні зупинки Юстон-роуд, Мідленд-роуд і Панкрас-роуд.
Станція є кінцевою для високошвидкісних поїздів Eurostar, що сполучають Лондон з Парижем, Брюсселем і Ліллем, а також графством Кент, і потягів, що прибувають з британських міст Дербі, Лестера, Ноттінгема і Шеффілда. Приміський потяг Thameslink сполучає Лондон з аеропортами Гатвік і Лутон, а також з Брайтоном.
Власник вокзалу — London and Continental Railways, оператор — Network Rail.

## Історія
Станція та вокзал були побудовані в 1860-і роки за проектами архітектора Джорджа Гілберта Скотта та інженера Вільяма Генрі Барлоу на замовлення компанії «Мідлендська залізниця». Основна будівля вокзалу — багатоповерховий готель «Мідленд Гранд Готель» була закладена в 1866 році і була відкрита в 1873 році. Готель з червоної цегли є одним з найяскравіших прикладів англійської неоготичної архітектури вікторіанського періоду. Арочний дебаркадер Барлоу вокзалу на той момент став найбільшим у світі. Названий на честь прилеглої церкви Сент-Панкрас.
У липні 1868 роки від станції було відправлено перший пасажирський потяг, 1 жовтня проведено урочисте відкриття станції. У 1935 році готель було закрито, його приміщення використовували під офіси залізничників Під час Другої світової війни часткового руйнування зазнав дебаркадер вокзалу. У 1980-і роки офіси колишнього готелю були закриті через невідповідність вимогам пожежної безпеки.
В 2007 році на Сент-Панкрас зі станції Ватерлоо було перенесено термінал швидкісних поїздів Eurostar (вартість перенесення склала 5,8 млрд фунтів стерлінгів), в результаті чого час руху поїздів з Парижа до Лондона скоротили на 20 хвилин
В 2011 році після капітального ремонту в будівлі «Мідленд Гранд Готель» відкрито 5-зірковий готель St. Pancras Renaissance London Hotel.

## Пересадки
Пересадки на автобуси маршрутів: 10, 59, 73, 205 та 390
У кроковій досяжності знаходяться метростанція Кінгс-кросс-Сент-Панкрас, залізничні станції Кінгс-кросс та Юстон